# Viernau
Viernau är en ortsteil i staden Steinbach-Hallenberg i Landkreis Schmalkalden-Meiningen i förbundslandet Thüringen i Tyskland. Viernau var en kommun fram till 1 januari 2019 när den uppgick i Steinbach-Hallenberg. Kommunen Viernau hade 1 926 invånare 2018.